# Mia Khalifa
Mia Khalifa (àrab: ميا خليفة, Miyā Ḫalīfa) (Beirut, Líban, 10 de febrer de 1993) és una personalitat estatunidenca nascuda al Líban dels mitjans de comunicació social, comentarista d'esports i model de webcam, especialment coneguda per haver sigut una actriu porno entre 2014 i 2015.
Nascuda al Líban, l'any 2000 es va traslladar als Estats Units amb la seua família, on posteriorment es va matricular en història a la Universitat de Texas. Va debutar al cinema porno a l'octubre de 2014. El 28 de desembre d'aquest mateix any, PornHub va revelar que, als seus 21 anys, va aconseguir ascendir al núm. 1 en el rànquing d'estreles porno del lloc web, reemplaçant Lisa Ann. També ha rebut moltes critiques de l'Orient Mitjà i del seu propi país respecte de la seva ocupació. Pel seu èxit, el grup Timeflies li va dedicar un rap i ella els el va agrair amb un ball de tipus twerking.